# Keep Me in Mind
Keep Me in Mind – jedenasty studyjny album południowoafrykańskiej piosenkarki Miriam Makeby, wydany w 1970 roku.

## Lista utworów
- „Lumumba”
- „For What It's Worth”
- „Brand New Day”
- „I Shall Sing”
- „Kulala”
- „In My Life”
- „Down on the Corner”
- „Ibande”
- „Measure the Valleys”
- „Tululu”